# Rashid Shabazz
Rashid "Roc" Shabazz (ur. 15 marca 1968) − profesjonalny amerykański kulturysta, członek federacji IFBB (International Federation of BodyBuilders).

## Biogram
Profesjonalną karierę w branży kulturystycznej kontynuuje od początku XXI wieku. Pojawił się na okładkach licznych magazynów sportowych skierowanych do kulturystów − m.in. Flex czy Muscle and Fitness. Zamieszkuje Atlantę w stanie Georgia, gdzie trenuje we własnym ośrodku treningowym, Fitness Pro Wellness Center. Żonaty z Giną, ma dwie córki, syna oraz troje wnucząt. Jest autorem książki instruktażowej 8 Weeks Out, wydanej w Stanach Zjednoczonych przez Tentative Release Date.
Warunki fizyczne:
- wzrost: 165 cm
- waga w sezonie: 102 kg
- waga poza sezonem: 92 kg

## Osiągi[1]
- 2001:
  - National Championships − federacja NPC, kategoria średnia − VIII m-ce

- 2002:
  - National Championships − fed. NPC, kategoria lekkociężka − IV m-ce

- 2003:
  - National Championships − fed. NPC, kat. lekkociężka − II m-ce

- 2004:
  - National Championships − fed. NPC, kat. lekkociężka − I m-ce

- 2006:
  - Grand Prix Australia − fed. IFBB − VIII m-ce
  - San Francisco Pro Invitational − fed. IFBB − IX m-ce

- 2007:
  - Ironman Pro Invitational − fed. IFBB − XIII m-ce
  - Sacramento Pro Championships − fed. IFBB − XIII m-ce

- 2008:
  - Europa Supershow − fed. IFBB, kat. lekka − II m-ce
  - New York Pro Championships − fed. IFBB, kat. "open" − XI m-ce
  - New York Pro Championships − fed. IFBB, kat. lekka − V m-ce
  - Olympia − fed. IFBB, kat. lekka − VI m-ce
  - Tampa Bay Pro − fed. IFBB, kat. "open" − XIV m-ce
  - Tampa Bay Pro − fed. IFBB, kat. lekka − V m-ce